# Kambo (stacja kolejowa)
Kambo – kolejowy przystanek osobowy w Kambo, w regionie Akershus w Norwegii, jest oddalony od Oslo Sentralstasjon o 53,58 km. 

## Ruch pasażerski
Należy do linii Østfoldbanen. Jest elementem - kolei aglomeracyjnej w Oslo - w systemie SKM ma numer  550.  Obsługuje Spikkestad, Sandvika i Moss. Pociągi odjeżdżają co pół godziny w szczycie i co godzinę poza szczytem.

## Obsługa pasażerów
Wiata, automat biletowy, parking na 200 miejsc, parking rowerowy, autobus, ułatwienia dla niepełnosprawnych, postój taksówek.. Odprawa podróżnych odbywa się w pociągu.